# Liste des formations topographiques sur Triton
Le tableau qui suit recense les formations topographiques nommées par l'UAI sur Triton, satellite de la planète Neptune.
| Relief sur Triton | Type             | Latitude | Longitude |
| ----------------- | ---------------- | -------- | --------- |
| Abatos Planum     | Planum           | 21,5° S  | 58° E     |
| Akupara Maculae   | Macula           | 27,5° S  | 63° E     |
| Amarum            | Cratère d'impact | 26° N    | 24,5° E   |
| Andvari           | Cratère d'impact | 20,5° N  | 34° E     |
| Apep Cavus        | Cavus            | 20° N    | 301,5° E  |
| Awib Dorsa        | Dorsum           | 7° S     | 80° E     |
| Bheki Cavus       | Cavus            | 16° N    | 308° E    |
| Bia Sulci         | Sulcus           | 38° S    | 3° E      |
| Boynne Sulci      | Sulcus           | 13° S    | 350° E    |
| Bubembe Regio     | Regio            | 18° N    | 335° E    |
| Cay               | Cratère d'impact | 12° S    | 44° E     |
| Cipango Planum    | Planum           | 11,5° N  | 34° E     |
| Dagon Cavus       | Cavus            | 29° N    | 345° E    |
| Dilolo Patera     | Patera           | 26° N    | 24,5° E   |
| Doro Macula       | Macula           | 27,5° S  | 31,7° E   |
| Gandvik Patera    | Patera           | 28° N    | 5,5° E    |
| Hekt Cavus        | Cavus            | 26° N    | 342° E    |
| Hili              | Cratère d'impact | 57° S    | 35° E     |
| Hirugo Cavus      | Cavus            | 14,5° N  | 345° E    |
| Ho Sulci          | Sulcus           | 2° N     | 305° E    |
| Ilomba            | Cratère d'impact | 14,5° S  | 57° E     |
| Jumna Fossae      | Fossa            | 13,5° S  | 44° E     |
| Kasu Patera       | Patera           | 39° N    | 14° E     |
| Kasyapa Cavus     | Cavus            | 7,5° N   | 358° E    |
| Kibu Patera       | Patera           | 10,5° N  | 43° E     |
| Kikimora Maculae  | Macula           | 31° S    | 78° E     |
| Kormet Sulci      | Sulcus           | 23° N    | 335,5° E  |
| Kraken Catena     | Catena           | 14° N    | 35,5° E   |
| Kulilu Cavus      | Cavus            | 41° N    | 4° E      |
| Kurma             | Cratère d'impact | 16,5° S  | 61° E     |
| Leipter Sulci     | Sulcus           | 7° N     | 9° E      |
| Leviathan Patera  | Patera           | 17° N    | 28,5° E   |
| Lo Sulci          | Sulsus           | 3,8° N   | 321° E    |
| Mah Cavus         | Cavus            | 38° N    | 6° E      |
| Mahilani          | Cratère d'impact | 50,5° S  | 359,5° E  |
| Mangwe Cavus      | Cavus            | 7° S     | 343° E    |
| Mazomba           | Cratère d'impact | 18,5° S  | 63,5° E   |
| Medamothi Planum  | Planum           | 3,5° N   | 69° E     |
| Monad Regio       | Regio            | 20° N    | 37° E     |
| Namazu Macula     | Macula           | 25,5° S  | 14° E     |
| Ob Sulci          | Sulcus           | 6° S     | 328° E    |
| Ormet Sulci       | Sulcus           | 17° N    | 337° E    |
| Ravgga            | Cratère d'impact | 3° S     | 71,5° E   |
| Raz Fossae        | Fossa            | 8° N     | 21,5° E   |
| Rem Maculae       | Macula           | 13° N    | 349,5° E  |
| Ruach Planitia    | Planitia         | 28° N    | 24° E     |
| Ryugu Planitia    | Planitia         | 5° S     | 27° E     |
| Set Catena        | Catena           | 22° N    | 33,5° E   |
| Sipapu Planitia   | Planitia         | 4° S     | 36° E     |
| Slidr Sulci       | Sulcus           | 23,5° N  | 350° E    |
| Tangaroa          | Cratère d'impact | 25° S    | 65,5° E   |
| Tano Sulci        | Sulcus           | 33,5° N  | 337° E    |
| Tuonela Planitia  | Planitia         | 34° N    | 14,5° E   |
| Uhlanga Regio     | Regio            | 37° S    | 357° E    |
| Ukupanio Cavus    | Cavus            | 35° N    | 23° E     |
| Vimur Sulci       | Sulcus           | 11° S    | 59° E     |
| Viviane Macula    | Macula           | 31° S    | 36,5° E   |
| Vodyanoy          | Cratère d'impact | 17° S    | 28,5° E   |
| Yasu Sulci        | Sulcus           | 2° N     | 347° E    |
| Yenisey Fossa     | Fossa            | 3° N     | 56,2° E   |
| Zin Maculae       | Macula           | 24,5° S  | 68° E     |